# Renáta Doleželová
Renáta Doleželová (2. června 1950 Brodek u Přerova – 12. června 2000 Praha) byla česká herečka.

## Život
Po dokončení chemické průmyslovky vystudovala v roce 1973 činoherní herectví na Janáčkově akademii múzických umění v Brně. Jejím prvním divadelním angažmá se stalo Divadlo Petra Bezruče v Ostravě. Od roku 1979 byla členkou hereckého souboru Filmového studia Barrandov. Její poslední divadelní angažmá proběhlo v pražském Divadle u Hasičů. Mezi její nejznámější televizní role patří jedna z hlavních rolí v televizním seriálu Okres na severu, kde hrála sekretářku tajemníka Pláteníka, a dále také role první manželky majora Zemana ze seriálu Třicet případů majora Zemana.
Podle bulvárních médií ke konci svého života trpěla velkými depresemi. Zemřela krátce po svých 50. narozeninách, když se předávkovala léky ve spojení s alkoholem.

## Dílo (výběr)

### Televize
- 1972 Hnízdo (film) – role: Marie Vítová
- 1972–1973 Ctná paní Lucie (seriál) – role: paní Lucie
- 1975 - 1980 Třicet případů majora Zemana - role: Zemanova právní manželka
- 1980 Okres na severu (seriál) – role: sekretářka Zdena Kališová
- 1982 Bakaláři (cyklus) epizoda: Klíče – role: manželka Petra